# Pandusain
Pandusain (nep. पाण्डुसैन) – gaun wikas samiti w zachodniej części Nepalu w strefie Seti w dystrykcie Bajura. Według nepalskiego spisu powszechnego z 2011 roku liczył on 1184 gospodarstwa domowe i 6751 mieszkańców (3355 kobiet i 3396 mężczyzn).